# Абвольт (одиниця вимірювання)
Абвольт (англ. Abvolt) — одиниця вимірювання різниці електричних потенціалів (електричної напруги) та електро-рушійної сили в абсолютній електромагнітній системі одиниць (СГСМ). 1 абВ =10−8 В.

## Визначення
Абвольт — така різниця електричних потенціалів, яка в провіднику опором в 1 абом викликає силу струму в 1 абампер. Для пересення електричного заряду в 1 абкулон між двома точками з різницею потенціалів в 1 абвольт необхідно виконати роботу в 1 ерг.
Абвольт — порівняно мала одиниця вимірювання для практичного використання. Інформація про використання цієї одиниці в економіці України в минулому відсутня. За станом на 2020 рік перевага надається одиницям системи SI.